# Saint-André-sur-Cailly
Saint-André-sur-Cailly is een gemeente in het Franse departement Seine-Maritime (regio Normandië) en telt 833 inwoners (2005). De plaats maakt deel uit van het arrondissement Rouen.

## Geografie
De oppervlakte van Saint-André-sur-Cailly bedraagt 12,2 km², de bevolkingsdichtheid is 68,3 inwoners per km².
De onderstaande kaart toont de ligging van Saint-André-sur-Cailly met de belangrijkste infrastructuur en aangrenzende gemeenten.

## Demografie
Onderstaande figuur toont het verloop van het inwonertal (bron: INSEE-tellingen).